# Mohamed Abdullahi Waayel
Mohamed Abdullahi Waayel (* im 20. Jahrhundert; † 3. Dezember 2009 in Mogadischu) war ein somalischer Politiker und Bildungsminister Somalias.
Waayel starb bei einem Selbstmordanschlag in Mogadischu während einer Examensfeier einer medizinischen Hochschule in einem Hotel-Ballsaal zusammen mit Ibrahim Hassan Addow und Qamar Aden Ali.